# Helmuth Fass
Helmuth Fass ist ein deutscher Rock- und Fusion-Bassist.
Fass nahm am Frankfurter Dr. Hoch’s Konservatorium Kurse bei Christof Lauer und war Schüler der Bassisten Norbert Dömling und Kai Eckhardt-Karpeh de Camargo. Von 1991 bis 1997 studierte er an der Hochschule in Arnheim Jazz- und Popularmusik.
Fass nahm seit 1996 an mehreren Tourneen und Auftritten der international beachteten Drum-and-Bass-Band Megashira teil, u. a. beim Tribal Gathering Festival in London. Außerdem war er Mitglied der Band Drei vom Rhein (mit Werner Neumann und Alex Vesper), mit der er im Auftrag des Goethe-Institutes auch in der Türkei, in Indonesien und in Kasachstan auftrat. Zudem arbeitete er mit dem Sänger Rick Washington, mit Inga Lühning, Christian Thomé, Les McCann, Don Abi und der Dirk Edelhoff Band. Er trat auch mit Bands wie Daft Punk, Apollo 440 und Fanta 4 auf. Als Studiomusiker war er für das Precision Kollektiv des Frankfurter DJ Kabuki und für Antilopen Gang tätig. 2003 bis 2004 war er beim Roncalli’s Apollo Varieté Theater in Düsseldorf engagiert.
Gemeinsam mit Martell Beigang komponierte und produzierte er die Musik zu der mit dem Grimme-Preis ausgezeichneten Pro7-Serie Stromberg.